# Augusztinovics Mária
| Augusztinovics Mária                      | Augusztinovics Mária |
| Kattints az alábbi külső linkek egyikére! | Kattints az alábbi külső linkek egyikére!                                                                                      |
| ----------------------------------------- | --- |
| Nem található szabad kép.(?)              | |
| külső link · jogvédett                    | Berlinger Edina. In memoriam Augusztinovics Mária. 2014. november 24.                                                          |
| külső link · jogvédett                    | Augusztinovics Mária. Nők a tudomány fellegvárában. Kutatói életutak a Magyar Tudományos Akadémián 1949–2021. II. kötet. 1041. |

Augusztinovics Mária (Budapest, 1930. február 12. – Budapest, 2014. november 21.) Széchenyi-díjas magyar közgazdász, címzetes egyetemi tanár, a közgazdaság-tudomány doktora.

## Élete
Édesapja, Augusztinovics Pál profi sportoló volt, édesanyja, Hölzel Jozefa pedig élete java részében a Corvin Áruház pénztárosa. Szülei kétéves korában elváltak, Augusztinovics Máriát édesanyja nevelte. 1944-ben a Budapest VII. kerületi Damjanich utcai lakásukból a közeli „nagy” gettóba telepítették őket, ahol Budapest ostromát is átélték. Két rövid házasság –  Gerő Tamás rendőrtiszt (1948–1962) és  Bródy András közgazdász (1965–1969) – után 1975-ben házasságot kötött Fekecs Gábor gépészmérnökkel. Ez a házasság halálával ért véget. Első házasságából egy fia született, Gerő András festőművész (1953–2014). Fia révén három unokája Anna (1977), Sári és Ambrus (1986).
A Középiskolai tanulmányait a budapesti VI. kerületi Állami Varga Katalin Leánygimnáziumban, közismertebb nevén a Mária Terézia Leánygimnáziumban végezte, ahová szegény szülőktől származva csak ösztöndíjjal juthatott be. Ennek feltétele a mindenkori kitűnő bizonyítvány volt. Jeles volt minden évben és kitűnő eredménnyel érettségizett 1948-ban, majd egyetemen továbbtanult. 1952-ben szerzett diplomát a Magyar Közgazdaságtudományi Egyetemen, ezután 1956-ig aspiráns volt, majd a Pénzügyminisztériumban helyezkedett el. 1961-től az Országos Tervhivatal munkatársa lett, dolgozott előadóként, osztályvezetőként és végül főosztály-vezetőként is. Kandidátusi értekezését 1956-ban védte meg, majd 1980-ban a közgazdaság-tudományok doktora lett. 1984-től 2000-ig az MTA KKK tudományos tanácsadója volt, 2000-től haláláig nyugalmazott tudományos tanácsadó. Több külföldi egyetemen tartott előadásokat. 1975-ben előadó körutat tartott indiai és bangladesi egyetemeken. Vendégprofesszorként 1969-ben az University of Michigan (Ann Arbor, USA), 1988-ban a Wesleyan University (Connecticut, USA) egyetemeken vezetett graduális kurzusokat. 1993-ban a La Trobe University (Melbourne, Ausztrália) egyetemen ismertette kutatási eredményeit a közgazdasági tanszék előadói számára tartott egyhónapos kurzuson. A nyolcvanas évek végétől a többször nevet változtató Budapesti Közgazdaságtudományi Egyetemen – illetve utódjain – oktatott mint címzetes egyetemi tanár. 
Pályája első szakaszában 1984-ig pénzelmélettel, költségvetési és hitelrendszerekkel, valamint makroökonómiai modellek tervezési alkalmazásával foglalkozott kutatásaiban, a különböző időtávú, valamint a szektorszintű és a népgazdaság egészét átfogó tervek matematikai modellbe foglalását javasolta. Ezután az emberi életpálya makroökonómiájával és nyugdíjrendszerekkel kapcsolatos kutatásokat folytatott. Azt az álláspontot képviselte, hogy a nemzetgazdaság egészét érintő társadalmi terhek és a gazdasági teljesítőképesség alakulása közötti ellentmondások kezelésére a tudományos előrelátás, a tervezés jobb és biztonságosabb módszereket kínál, mint amilyent az állampolgárok és családok önállóságára és kockázatviselési képességére építő megoldások nyújtanak. Javaslatot tett egy állampolgári jogon járó minimális nyugdíjra.
Tagja volt számos hazai és nemzetközi szakmai társaságnak és testületnek. 1976-tól az Econometric Society munkatársa; az ENSZ Fejlesztéstervezési (később Fejlesztéspolitikai) Bizottságának (CDP) tagja 1978-1980, majd alelnöke 1981–1983 között, majd ismét tagja 1995-1997, majd alelnöke 1999-2001 között; a European Society for Population Economics Council tagja 1996 es 1998 között; a Nemzetközi Közgazdasági Társaság Végrehajtó Bizottságának (International Economic Association Executive Committee) tagja 1999-től 2005-ig; a Magyar Közgazdasági Társaság alelnöke 1995-től 1998-ig, 1998–2005 között elnökségi tagja. A Közgazdasági Szemle, a Szigma és a Competitio című szakmai folyóiratok szerkesztőbizottságának tagja. A Nyugdíjbiztosítási Alap Felügyelő Bizottság tagja 1992-1994 között. Az International Input-Output Association, alapító tagja. A New York Academy of Sciences tagja 1997-től. Az European Political Economy Associatio tagja. A Gazdaságmodellezési Társaság, alapító tagja, 1991.
2010-ben nemzetközileg elismert kutatómunkájáért, több évtizedes kimagasló színvonalú közgazdasági kutatásáért és a társadalombiztosítási nyugdíjrendszer problémáinak nagy fontosságú exponálásáért Széchenyi-díjjal jutalmazták.

## Legfontosabb publikációi
- Felhalmozás és pénzfelhalmozás. Gerő Tamásné néven. Budapest, 1958
- Pénzügyek a szocializmusban. Budapest, 1963
- A pénzügyi mérlegrendszer. In: A népgazdaság tervezése és irányítása. Budapest, 1968
- Linear Inquiries into Foreign Trade. In: Dunlop, John T. és Fedorenko, Nikolay P. (szerk.): Planning and Markets. . New York, 1969
- A Comparative Analysis of the Effects of Foreign Trade on the Hungarian Economy. In: Vajda Imre es Simai Mihály (szerk.): Foreign Trade in a Planned Economy.. Cambridge, 1971
- A Twin-pair of Models for Long-term Planning. In: Bródy András es Carter, Anne P. (szerk.): Input-Output Techniques.Amsterdam–London, 1972
- Integration of Mathematical and Traditional Methods of Planning. In: Bornstein, Morris (szerk.): Economic Planning, East and West. Cambridge, Massachusetts, 1975
- Népgazdasági modellek a távlati tervezésben. (Szerk). Budapest, 1979
- Az emberi gazdaság elméletéhez. Társadalmi Szemle, 1982
- Emberek és gazdaságok. Közgazdasági Szemle, 1983
- Long-term Models at Work. (Szerk.) Budapest, 1984
- The Costs of Human Life. Budapest, 1989
- A magyar nyugdíjrendszer az 1998-as reform előtt és után. Többekkel. Közgazdasági Szemle, 2002
- Pension Dichotomies. In: New and revised approaches to social protection. Europe. Social Security Documentation No. 29. Geneva, 2005
- Népesség, foglalkoztatottság, nyugdíj. Közgazdasági Szemle, 2005
- Elmulasztott lehetőség – nyugdíjreformok Közép-Kelet-Európában. In: Lentner Csaba (szerk.): Pénzügypolitikai stratégiák a XXI. század elején. Tiszteletkötet Dr. Huszti Ernő professzor 75. születésnapja alkalmából. . Budapest, 2007.
- Pension system and fragmented labor market careers. Társszerző: Köllő János. In: Gál Róbert Iván többekkel (szerk.): Assessing intergenerational equity. An interdisciplinary study of aging and pension reform in Hungary.  Budapest, 2008
- Egy értelmes nyugdíjrendszer (Koncepcióvázlat) Közgazdasági Szemle, 2014

## Díjai, elismerései
- Munkaérdemrend ezüst fokozat (1971)
- Munkaérdemrend arany fokozat (1984)
- Széchenyi-emlékérem (2000)
- Krekó Béla-díj (2000)
- Eötvös József-koszorú (2000)
- Arany János Közalapítvány a Tudományért Nagydíja (2002)
- Közgazdász-életműdíj (2005)
- Magyar Köztársasági Érdemrend tisztikeresztje (2008)
- Széchenyi-díj (2010)
- A Budapesti Corvinus Egyetem díszdoktora (2011)
- Hazám-díj (2012)